# スプラトリー島

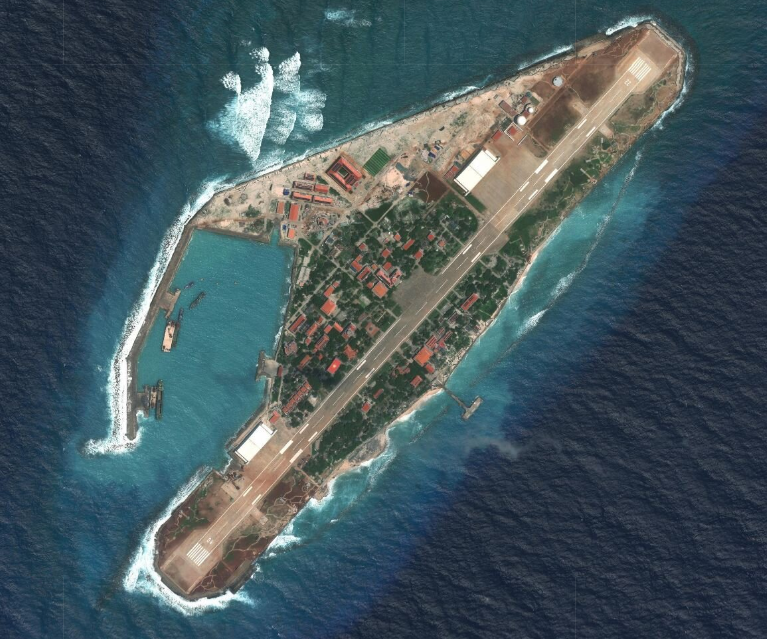
スプラトリー島

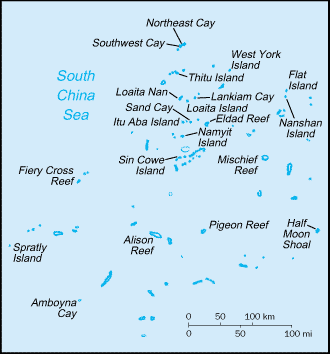
島の位置

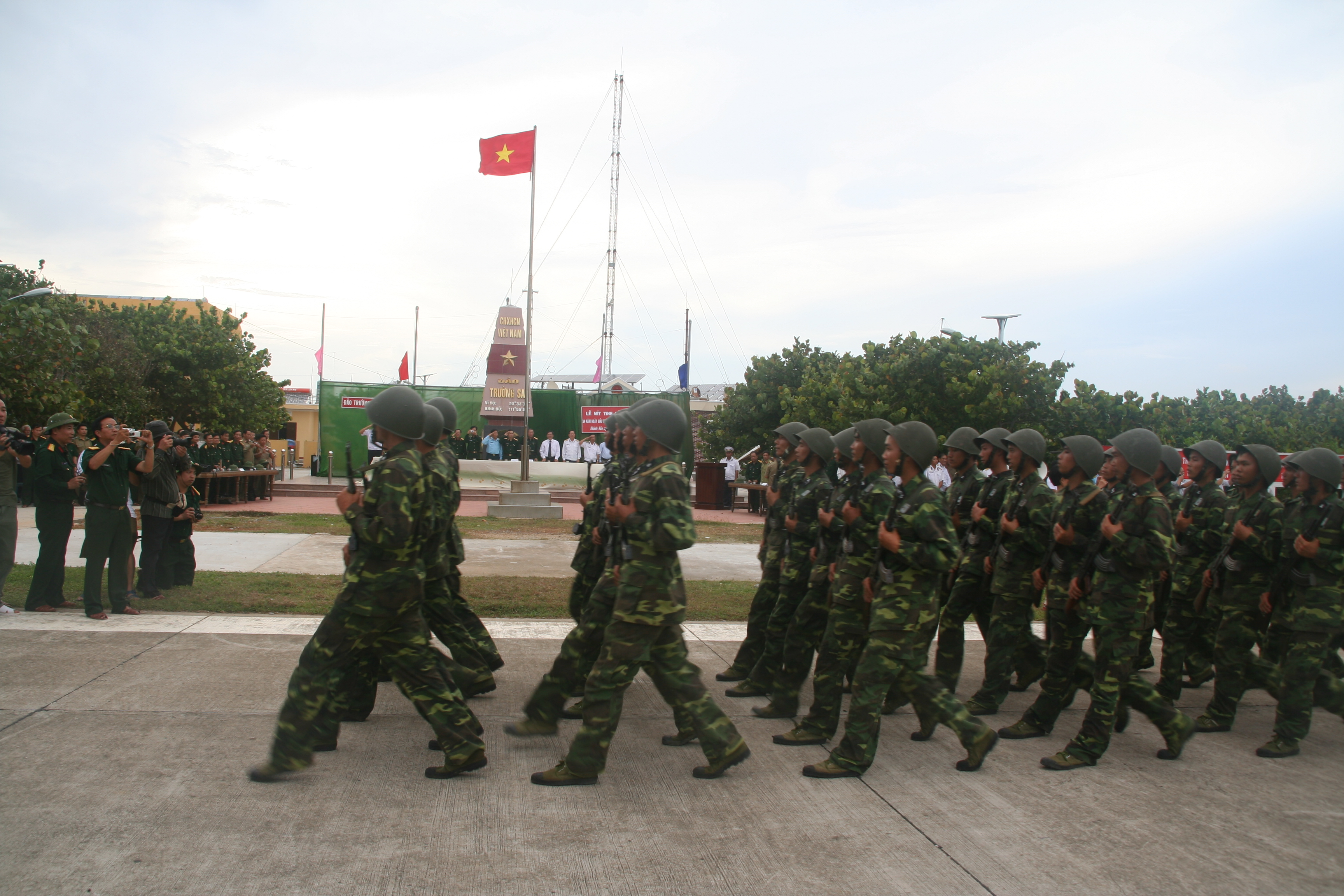
島を行進するベトナム軍

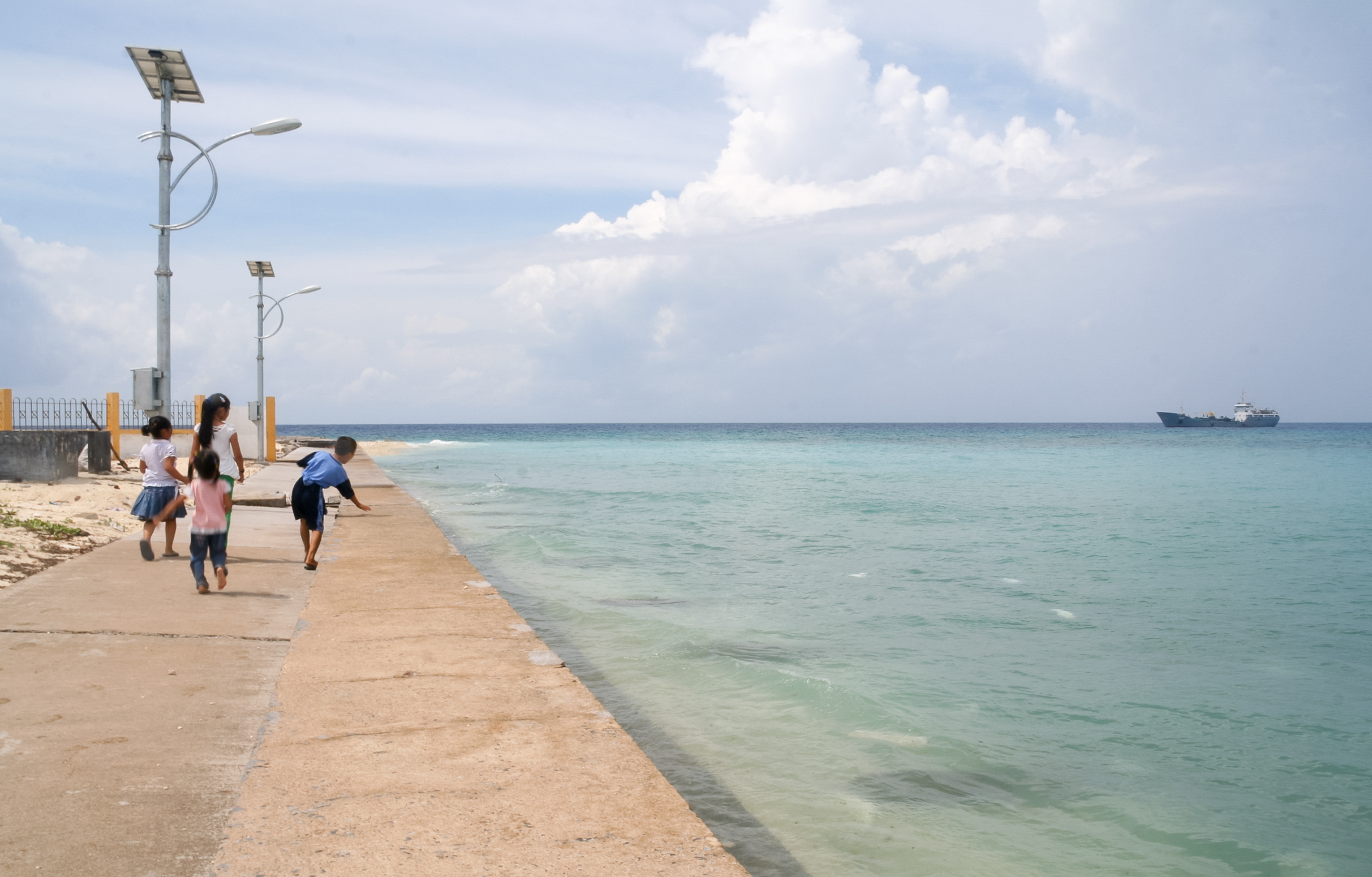
島の海岸

スプラトリー島（スプラトリーとう、英語：Spratly Island）またはチュオンサ島（チュオンサとう、ベトナム語：Đảo Trường SaまたはĐảo Trường Sa Lớn / 島長沙・島長沙𡘯）は、南沙諸島（スプラトリー諸島）の島である。中国名は、南威島。

## 概要
ベトナムが実効支配しており、カインホア省チュオンサ県に属しているが、中華人民共和国、台湾（中華民国）も領有権を主張している。島にはベトナムが建設した空港があり、観光地化している。2016年には滑走路が1,000m超まで延長されていることが確認されており、最終的には1,200mまで延長されるとの指摘もある。
気候は、熱帯に属し、南西モンスーンの期間は雨期になる。
かつての日本領新南群島の最西端である。1938年（昭和13年）12月23日の外甲第116号閣議決定から1952年（昭和27年）4月28日のサンフランシスコ講和条約発効するまで日本が高雄市の一部として領有し、西鳥島（にしとりしま）と命名されていた。